# 廖
廖（りょう）は、漢姓のひとつ。『百家姓』の342番目。
2020年の中華人民共和国の第7回全国人口調査（国勢調査）に基づく姓氏統計によると中国で60番目に多い姓であり、498.88万人がいる。現在ではとくに南方に多い姓であり、台湾の2018年の統計では第18位で、316,264人がいる。

## 由来
『元和姓纂』の引く『風俗通』によると、廖叔安の子孫であるという。廖叔安については、舜のときに龍を飼う官についていた董父の父として飂叔安という人物が『春秋左氏伝』昭公29年、王充『論衡』龍虚、王符『潜夫論』志氏姓などに見える。『漢書』古今人表の帝嚳のところに同じ人物が「廖叔安」と書かれている。これが正しいとするならば古い国名に由来する氏であり、『通志』氏族略では「以国為氏」に含めている。いっぽう『広韻』では周の文王の子の伯廖（不詳）に由来するという。
なお、『広韻』などに従うならば姓の場合はリュウと読むはずであるが、現在は日本でも中国語でもリョウにあたる音で読まれている。この読みは古いものらしく、『通志』でも「今はリョウと読む」と言っている。

## 著名な人物
- 廖化 - 後漢末から三国時代の武将。
- 廖永忠 - 明初の軍人。
- 廖平 - 清末から中華民国の学者。
- 廖仲愷 - 清末から中華民国の政治家。
- 廖承志 - 政治家。廖仲愷の子。
- 廖錫竜 - 軍人。
- 廖亦武 - 作家。
- 廖凡 - 俳優。
- 廖力生 - サッカー選手。
- 廖任磊 - 台湾の野球選手。
- 廖健富 - 台湾の野球選手。
- エリス・リャオ（廖雋嘉）- 歌手・女優。
- 廖文毅 - 台湾の独立運動家。
- 廖俊傑 - 台湾の歌手、俳優。
- リウ・カイチー（廖啓智） - 香港の俳優。
- バーニス・リウ（廖碧児）- カナダの歌手・女優。